# ميشيل ماريو إيليا
ميشيل ماريو إيليا (بالإيطالية: Michele Mario Elia)‏ هو مسير أعمال إيطالي، ولد في 5 أكتوبر 1946 في كاستلانا غروتي في إيطاليا.